# Nominálás
A nominálás földgázpiaci fogalom, villamosipari megfelelője a menetrendezés, jelentése: földgáz-kereskedelmi engedélyes gázforgalom-igénylése adott rendszerre v. kereskedőre és gáznapra vonatkozóan. Azt a tevékenységet is jelenti, melynek során ezt az adattartalmat a földgáz-kereskedő az adott rendszer üzemeltetője részére benyújtja elektronikusan, vagy informatikai platformon keresztül. A nominálás általában az allokálás alapjául is szolgál.
A nominálás típusai a hazai földgáziparban szereplők szerint:
- Földgázszállító:
  - NOM: A szállítórendszeri hálózati ponton a földgáz fizikai áramlási irányával megegyező fizikai gázforgalmat jelent.
  - BH: A szállítórendszeri hálózati ponton a földgáz fizikai áramlási irányával ellentétes gázforgalmat jelent. Fizikailag természetesen nem valósul meg, csak a fizikailag megvalósítandó földgáz-forgalom csökkentését idézi elő.
  - TRADE: Hálózati ponton belüli (nevesített) földgáz-kereskedelem. Úgy értelmezendő, mikor két földgáz-kereskedő egy olyan adásvételt végez, mely önmagában véve nem idéz elő fizikai földgázforgalmat; csak a földgáz feletti rendelkezési jog megvásárlása történik.
  - OPT_POS, OPT_NEG: Pozitív ill. negatív opció. A pozitív opció a szállíttató által a szállítórendszer betáplálási pontjain felajánlott forrásnövelési és szállítórendszer kiadási pontjain felajánlott fogyasztáscsökkentési lehetőség, amelyet a rendszerirányítási engedélyes a forráshiányból eredő egyensúlytalanság esetén vehet igénybe. A negatív opció a szállíttató által a szállítórendszer betáplálási pontjain felajánlott forráscsökkentési és szállítórendszer kiadási pontjain felajánlott fogyasztásnövelési lehetőség, amelyet a rendszerirányítási engedélyes a forrástöbbletből eredő egyensúlytalanság esetén vehet igénybe.
  - HEG_POS, HEG_NEG: Hidraulikai egyensúlyozó gáz; A napi piac tagjai által a szállítónak egyensúlyozási célokra a gáznap során felajánlott pótlólagos földgázforrás, vagy felhasználás adott órára vonatkozóan.
  - KFRE: Kapacitásfüggetlen rugalmassági eszköz. Rendeltetése pontosan megegyezik a pozitív opcióval; annyiban különbözik, hogy a KFRE-hez a felkínált opciós földgázmennyiséghez a szükséges kapacitás is hozzátartozik. Ez tehát azt jelenti, hogy KFRE ajánlattételhez az adott hálózati ponton a szállíttatónak nem kell elegendő kapacitással rendelkeznie.
- Földgáztároló:
  - Betárolási időszakban betárolandó mennyiség a nem megszakítható ill. megszakítható kapacitásokra vonatkozóan, továbbá virtuális kitárolás, opciók (ld. fent).
  - Kitárolási időszakban kitárolandó mennyiség a nem megszakítható ill. megszakítható kapacitásokra vonatkozóan, továbbá virtuális betárolás, opciók (ld. fent).
- Földgáz-elosztó:
  - Az elosztóhálózat ún. fogyasztási helyeire vonatkozóan a felhasználandó földgázmennyiség.
  - Némely esetekben a földgáz-átadókra vonatkoztatott összesített mennyiségeket is meg szokták adni. Ez azonban annak pontos ismeretét feltételezi, hogy melyik fogyasztási hely melyik gázátadóról van ellátva.